# Argentína a 2022. évi téli olimpiai játékokon
Argentína a kínai Pekingben megrendezett 2022. évi téli olimpiai játékok egyik részt vevő nemzete volt. Az országot az olimpián 4 sportágban 6 sportoló képviselte, akik érmet nem szereztek.

## Alpesisí
Férfi
| Versenyző               | Versenyszám      | 1. futam      | 1. futam      | 2. futam | 2. futam | Összesítés | Összesítés |
| Versenyző               | Versenyszám      | Idő           | Hely.         | Idő      | Hely.    | Idő        | Helyezés   |
| ----------------------- | ---------------- | ------------- | ------------- | -------- | -------- | ---------- | ---------- |
| Tomás Birkner de Miguel | Műlesiklás       | nem ért célba | nem ért célba | kiesett  | kiesett  | kiesett    | kiesett    |
| Tomás Birkner de Miguel | Óriás-műlesiklás | nem ért célba | nem ért célba | kiesett  | kiesett  | kiesett    | kiesett    |

Női
| Versenyző         | Versenyszám            | 1. futam      | 1. futam      | 2. futam | 2. futam | Összesítés | Összesítés |
| Versenyző         | Versenyszám            | Idő           | Hely.         | Idő      | Hely.    | Idő        | Helyezés   |
| ----------------- | ---------------------- | ------------- | ------------- | -------- | -------- | ---------- | ---------- |
| Francesca Baruzzi | Óriás-műlesiklás       | 1:02:43       | 34.           | 1:01,57  | 30.      | 2:04,00    | 29.        |
| Francesca Baruzzi | Műlesiklás             | nem ért célba | nem ért célba | kiesett  | kiesett  | kiesett    | kiesett    |
| Francesca Baruzzi | Szuperóriás-műlesiklás |               |               |          |          | 1:16,65    | 29.        |

## Gyorskorcsolya
Női
| Versenyző                | Versenyszám | Eredmény | Helyezés |
| ------------------------ | ----------- | -------- | -------- |
| Maria Victoria Rodriguez | 500 m       | 39,70    | 30.      |

Tömegrajtos
| Versenyző                | Versenyszám | Elődöntő | Elődöntő | Elődöntő | Döntő   | Döntő   | Helyezés |
| Versenyző                | Versenyszám | Pont     | Idő      | Hely.    | Pont    | Idő     | Helyezés |
| ------------------------ | ----------- | -------- | -------- | -------- | ------- | ------- | -------- |
| Maria Victoria Rodriguez | Női         | 0        | 9 kör    | 14.      | kiesett | kiesett | 28.      |

## Sífutás
Távolsági
Férfi
| Versenyző        | Versenyszám | Klasszikus | Klasszikus | Szabad     | Szabad     | Összesen   | Összesen |
| Versenyző        | Versenyszám | Idő        | Hely.      | Idő        | Hely.      | Idő        | Helyezés |
| ---------------- | ----------- | ---------- | ---------- | ---------- | ---------- | ---------- | -------- |
| Franco Dal Farra | 15 km       |            |            |            |            | 48:35,5    | 86.      |
| Franco Dal Farra | 30 km       | lekörözték | lekörözték | lekörözték | lekörözték | lekörözték | 63.      |

Női
| Versenyző    | Versenyszám | Eredmény | Helyezés |
| ------------ | ----------- | -------- | -------- |
| Nahiara Díaz | 10 km       | 40:30,8  | 96.      |

Sprint
| Versenyző        | Versenyszám         | Selejtező | Selejtező | Negyeddöntő | Negyeddöntő | Elődöntő | Elődöntő | Döntő   | Helyezés |
| Versenyző        | Versenyszám         | Idő       | Hely.     | Idő         | Hely.       | Idő      | Hely.    | Idő     | Helyezés |
| ---------------- | ------------------- | --------- | --------- | ----------- | ----------- | -------- | -------- | ------- | -------- |
| Franco Dal Farra | Férfi egyéni sprint | 3:09,95   | 74.       | kiesett     | kiesett     | kiesett  | kiesett  | kiesett | 74.      |
| Nahiara Díaz     | Női egyéni sprint   | 4:05,46   | 83.       | kiesett     | kiesett     | kiesett  | kiesett  | kiesett | 83.      |

## Szánkó
| Versenyző              | Versenyszám | 1. futam | 1. futam | 2. futam | 2. futam | 3. futam | 3. futam | 4. futam | 4. futam | Összesítés | Összesítés |
| Versenyző              | Versenyszám | Idő      | Hely.    | Idő      | Hely.    | Idő      | Hely.    | Idő      | Hely.    | Idő        | Helyezés   |
| ---------------------- | ----------- | -------- | -------- | -------- | -------- | -------- | -------- | -------- | -------- | ---------- | ---------- |
| Veronica Maria Ravenna | Női egyes   | 59,811   | 24.      | 59,780   | 22.      | 59,719   | 25.      | kiesett  | kiesett  | 2:59,310   | 24.        |